# Ronny Rosenthal
Ronny Rosenthal (Haifa, Israel, 11 de octubre de 1963), también conocido como Rocket Ronny entre sus fanes, es un exfutbolista israelí.

## La vida
Rosenthal nació en Haifa, Israel, hijo de un padre judío rumano de Bucarest que emigró a Israel. Su hermano Lior Rosenthal también jugó para Maccabi Haifa y representó a Israel. Rosenthal se casó con una belga, Nancy, que se convirtió al judaísmo.

## Clubes
| Club              | País       | Año         |
| ----------------- | ---------- | ----------- |
| Maccabi Haifa     | Israel     | 1979 - 1986 |
| Club Brujas       | Bélgica    | 1986 - 1988 |
| Standard de Lieja | Bélgica    | 1988 - 1990 |
| Liverpool FC      | Inglaterra | 1990 - 1994 |
| Tottenham Hotspur | Inglaterra | 1994 - 1997 |
| Watford FC        | Inglaterra | 1997 - 1999 |